# Battaglia di San Patricio
La battaglia di San Patricio è stata uno scontro della rivoluzione texana, combattuto il 27 febbraio 1836 tra il Messico e la Repubblica del Texas.